# Stożne (gromada)
Stożne – dawna gromada, czyli najmniejsza jednostka podziału terytorialnego Polskiej Rzeczypospolitej Ludowej w latach 1954–1972.
Gromady, z gromadzkimi radami narodowymi (GRN) jako organami władzy najniższego stopnia na wsi, funkcjonowały od reformy reorganizującej administrację wiejską przeprowadzonej jesienią 1954 do momentu ich zniesienia z dniem 1 stycznia 1973, tym samym wypierając organizację gminną w latach 1954–1972.
Gromadę Stożne z siedzibą GRN w Stożnem utworzono – jako jedną z 8759 gromad – w powiecie oleckim w woj. białostockim, na mocy uchwały nr 20/V WRN w Białymstoku z dnia 4 października 1954. W skład jednostki weszły obszary dotychczasowych gromad Stożne i Kiliany, miejscowość Gościrady z dotychczasowej gromady Wężewo i przyległy obszar lasów państwowych z dotychczasowej gromady Żydy ze zniesionej gminy Sokółki w tymże powiecie, obszary dotychczasowych gromad Szarejki i Monety ze zniesionej gminy Mieruniszki w tymże powiecie oraz obszar dotychczasowej gromady Golubki ze zniesionej gminy Borawskie w tymże powiecie. Dla gromady ustalono 13 członków gromadzkiej rady narodowej.
1 stycznia 1959 do gromady Stożne przyłączono wsie Olszewo i Łęgowo, PGR Olszewo i osadę leśną Łęgowo, obszar lasów państwowych N-ctwa Olecko obejmujący oddziały 68, 69 i 70, rozrzucone obszary lasów państwowych N-ctwa Kowale Oleckie o ogólnej powierzchni 35 ha położone wśród gruntów wsi Olszewo oraz jeziora: Kuliste, Łęgowskie, Olszewskie, Boczne i Głębokie ze zniesionej gromady Olszewo.
1 stycznia 1972 z gromady Stożne wyłączono wsie Monety, Rogówko i Szarejki włączając je do gromady Kowale Oleckie oraz wsie Kiliany i Kilianki włączając je do gromady Sokółki, po czym gromadę Stożne zniesiono a jej (pozostały) obszar włączono do nowo utworzonej gromady Olecko.